# 馬拉凱毛鼻鯰
馬拉凱毛鼻鯰，為輻鰭魚綱鯰形目毛鼻鯰科的其中一種，為熱帶淡水魚，分布於南美洲巴西東南部Pardo河流域，體長可達5.1公分，棲息在沙石底質且流動快速的溪流與泥底質、富含沉積物水塘底層水域，屬夜行性，以水生昆蟲為食，生活習性不明。

## 扩展阅读
維基物種上的相關：馬拉凱毛鼻鯰